# Hanns Lautensack

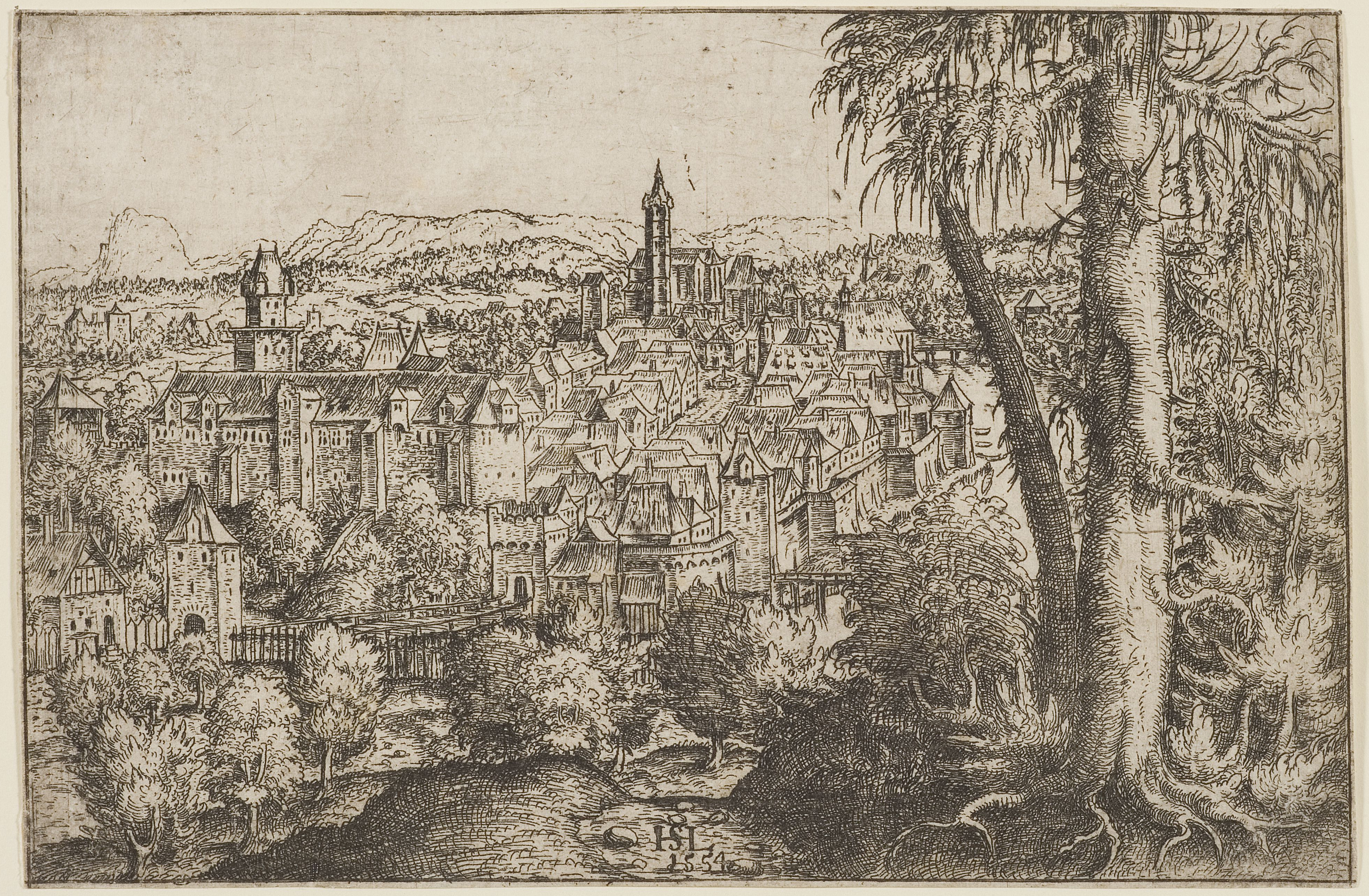
Vue de Steyr, eau-forte de Hans Sebald Lautensack (1554)

Hanns Lautensack (parfois appelée à tort Hans Sebald Lautensack), né en 1524 et mort vers 1560, est un aquafortiste et peintre allemand.

## Biographie
Il est l'un des deux fils de Paul Lautensack, peintre de Bamberg, où il est né en 1524. Alors qu'il est encore enfant, ses parents s'installent à Nuremberg où il vit pendant la plus grande partie de sa vie. En 1556, il travaille à Vienne. Il est possible qu'il ait été convoqué à Vienne par l'empereur Ferdinand Ier pour faire des tableaux de sa collection de pièces de monnaie de l'Antiquité. Il meurt à Vienne entre 1564 et 1566. Ses gravures sont généralement marquées d'un monogramme composé des lettres H. S. L. Son frère Heinrich est orfèvre.

## Œuvre
Lautensack est surtout connu pour ses gravures. Sur le plan stylistique, on peut les diviser en deux périodes, l'une correspondant à l'époque où il travaillait à Nuremberg et l'autre à ses années viennoises.
Les gravures de Nuremberg comprennent plusieurs portraits de bourgeois de la ville représentés par une fenêtre ouvrant sur un paysage lointain. Dans le traitement du sujet, Lautensack montre ici les influences des Petits Maîtres et de l'école du Danube ; quant aux liens artistiques individuels, on peut citer Barthel Beham, Sebald Beham, Georg Pencz, Albrecht Altdorfer et Wolfgang Huber.
À Vienne, Lautensack reçoit des commandes plus prestigieuses, réalisant des portraits pour l'aristocratie et des commandes similaires. Il a contribué à plusieurs livres illustrés. Son style de portraits devient plus maniériste, semblable à celui de l'école de Fontainebleau, tandis que ses paysages s'inspirent davantage de la gravure néerlandaise, notamment Hieronymus Cock.
Dans sa caractérisation de Lautensack, Michael Bryan note que ses paysages sont gravés dans un style sombre et interdit ; il estime également que certains portraits, gravés et finis avec le graveur, ont un mérite considérable.
Arthur Mayger Hind souligne des similitudes avec les gravures faites par Augustin Hirschvogel et Albrecht Altdorfer, mais note que « le charme habituel de cette école de paysage est à Lautensack quelque peu entaché par l'encombrement des détails, et dans la tentative de travailler davantage à la manière d'un peintre, la valeur de la ligne est perdue ».